# Endacusta lilla
Endacusta lilla är en insektsart som beskrevs av Otte, D. och R.D. Alexander 1983. Endacusta lilla ingår i släktet Endacusta och familjen syrsor. Inga underarter finns listade i Catalogue of Life.